# Апрель 2006 года

Список событий апреля 2006 года.

## События
- 2 апреля — серия торнадо в США[англ.]. Погибли 27 человек[1].
- 6 апреля
  - США объявили о планах по созданию к 2015 году мегацентра производства ядерного оружия, способного производить до 125 ядерных боезарядов в год[2].
  - В Москве задержан сектант Григорий Грабовой. Он известен в связи с событиями в Беслане. Тогда Грабовой объявил себя мессией и за деньги предлагал воскресить погибших детей. Его действия расценены как мошенничество, так как деньги он собрал, а «работу» не выполнил[2].
- 8 апреля — приземление космического корабля Союз ТМА-7. Экипаж посадки — В. И. Токарев, У. МакАртур (США) и М. Понтис (Бразилия).
- 9 апреля
  - 1-й тур парламентских выборов в Венгрии.
  - Всеобщие выборы в Перу.
- 9—10 апреля — парламентские выборы в Италии. Победу одержали партии Союз (49,81 %) и Дом свобод (49.74 %).
- 10 апреля — во Франции отменён скандальный закон о трудоустройстве. Президент Франции Жак Ширак под давлением со стороны студентов и профсоюзных движений согласился заменить принятую редакцию «договора первого найма» на другой законопроект[3].
- 11 апреля — 57 человек погибли, более 80 пострадали в результате теракта в Карачи (Пакистан)[4].
- 13 апреля — битва за Нджамену в ходе Второй гражданской войны в Чаде.
- 14 апреля — Государственная Дума приняла в третьем заключительном чтении Федеральный закон «О почётном звании РФ „Город воинской славы“».
- 17 апреля — теракт в Тель-Авиве: террорист-смертник взорвал себя возле кафе. Погибли 9 человек, 62 пострадали[5].
- 21—23 апреля — землетрясения на Камчатке[6].
- 23 апреля — 2-й тур парламентских выборов в Венгрии, социал-демократы Ференца Дьюрчаня удержались у власти.
- 25 апреля — Иран заявил о готовности предоставить ядерные технологии в распоряжение других стран[2].
- 27 апреля — открыт астероид 2006 HZ51.
- 30 апреля — баскетбольный клуб ЦСКА впервые за 35 лет стал сильнейшим в Европе.